# Christus in het huis van zijn ouders
Christus in het huis van zijn ouders (originele Engelse titel: Christ in the House of His Parents), ook wel getiteld De timmermanswinkel (Engels: The Carpenter Shop), is een olieverfschilderij van de Engelse prerafaëlitische kunstschilder John Everett Millais geschilderd in 1849-1850. Het werk bevindt zich sinds 1921 in de collectie van Tate Britain te Londen.

## Afbeelding
Christus in het huis van zijn ouders toont een jonge Jezus in de timmermanswerkplaats van zijn vader Jozef. Hij heeft net zijn hand verwond aan een spijker van een deur die op de werkbank ligt. Hij wordt getroost door zijn moeder Maria. Ze knielt naast hem neer en kust hem op de wang, terwijl Jozef de wond onderzoekt. Rechts komt een jongen aanlopen, Johannes de Doper voorstellende, met een kom water om de wond schoon te maken. Achter de werktafel verwijdert Jezus' grootmoeder Anna met een tang de spijker waaraan hij zich verwond heeft. Links staat een assistent die Jozef assisteert bij het maken van de deur.
Het relatief grote aantal figuren op het schilderij gold toentertijd bij dergelijke thema's als hoogst ongewoon.

## Symboliek
Christus in het huis van zijn ouders staat vol van iconografische christelijke symboliek, die vooruitloopt op gebeurtenissen die nog plaats moeten vinden:
- Jezus hand bloedt als had hij al de stigmata. Het druppelt op zijn voet. De spijker waaraan hij zich heeft verwond verwijst naar de spijkers waarmee hij werd gekruisigd. De omhooggehouden palm van zijn hand refereert aan een zegenend gebaar.
- Maria oogt overmatig gekweld, als bij de kruisiging zelf.
- De dierenhuid waarin Johannes de Doper gekleed gaat staat symbool voor zijn latere ascetisme. De kom water die hij draagt verwijst naar de latere doop van Jezus en het ritueel waarmee hij zijn leerlingen schoonwast van zonde. Zijn houding is nederig, alsof hij zich de positie van Jezus als verlosser al bewust is.
- De timmermansknecht, als assistent, kan gezien worden als een equivalent van de latere apostelen.
- De kudde schapen die door de deuropening zichtbaar is brengt in herinnering dat Jezus gestorven is als het "Lam Gods". Door het geïnteresseerde naar binnen kijken van de schapen kunnen ze ook worden gezien als een kudde gelovigen, die Jezus zien als hun herder.

## Realisme
Millais werkt het tafereel uit met een voor die tijd ongekend realisme. Hij deed dat op basis van diverse voorstudies die hij ter plekke maakte in een echte timmermanswerkplaats in Oxford Street, in hartje Londen. Aan de muur hangen contemporaine gereedschappen, in de rechterhoek staan losse planken en de grond ligt bezaaid met houtkrullen. De weergave van de figuren is uitermate alledaags, doodgewone mensen, geheel anders dan de devote uitstraling die toentertijd bij dit soort thema's gebruikelijk was. Bij de sjofele Jozef is zelfs het vuil onder zijn nagels te zien.
Millais werd voor het schilderen van Christus in het huis van zijn ouders geïnspireerd door het John Rogers Herberts schilderij Our Saviour Subject to his Parents in Nazareth en realistische werken van Annibale Carracci, die toentertijd in Londen werden geëxposeerd.

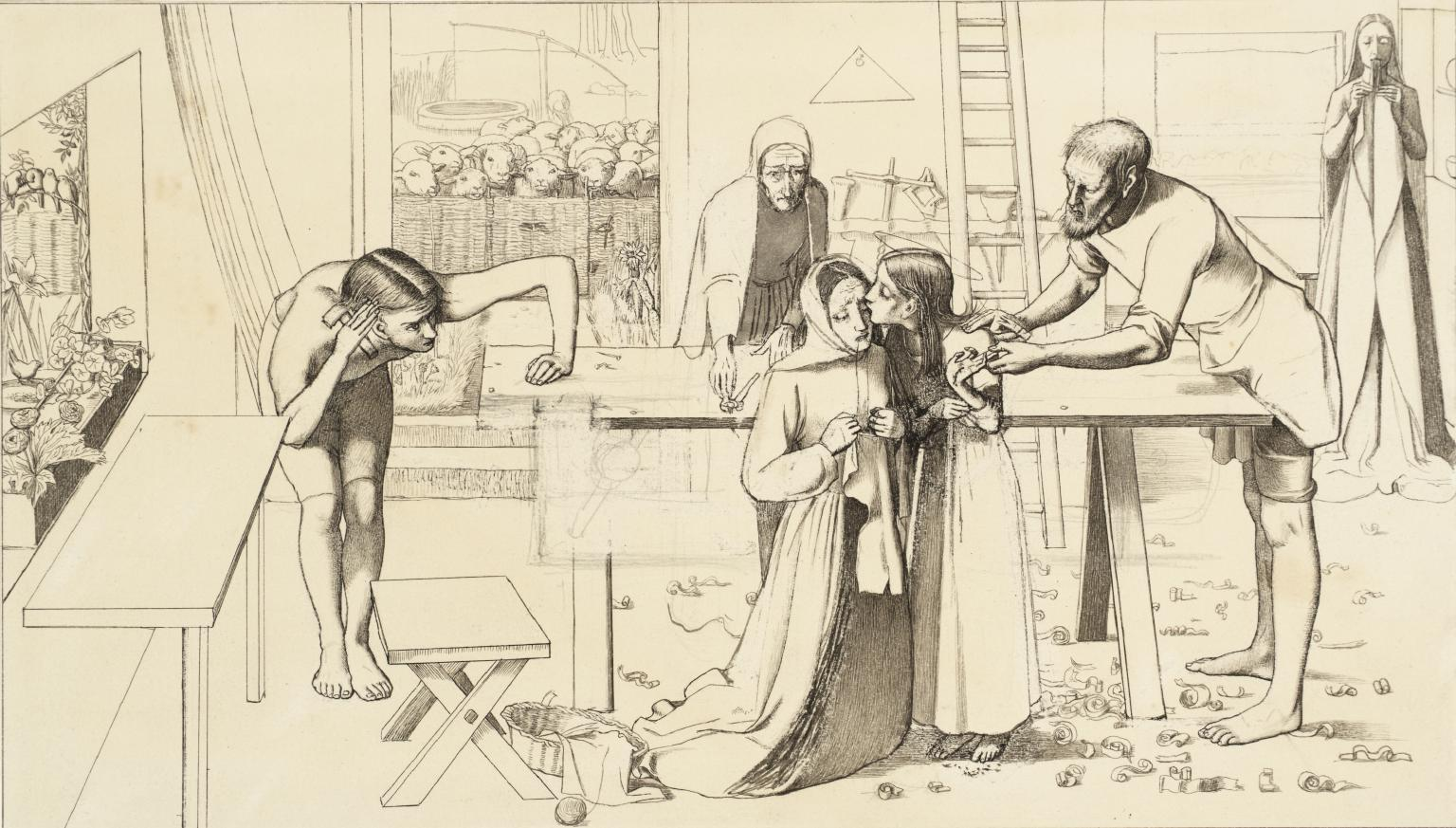
Studie uit 1849. Opvallend is dat het hier duidelijk Jezus is die Maria kust en troost
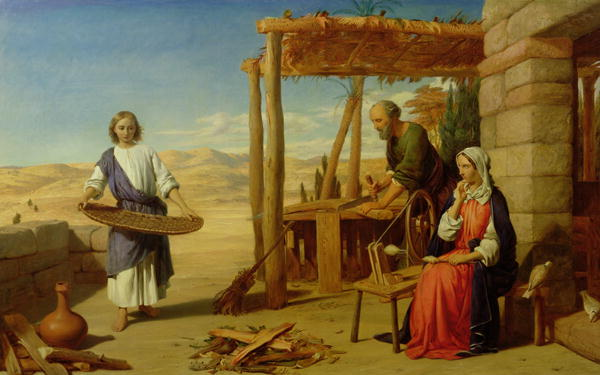
John Rogers Herbert: Our Saviour Subject to his Parents in Nazareth, 1847
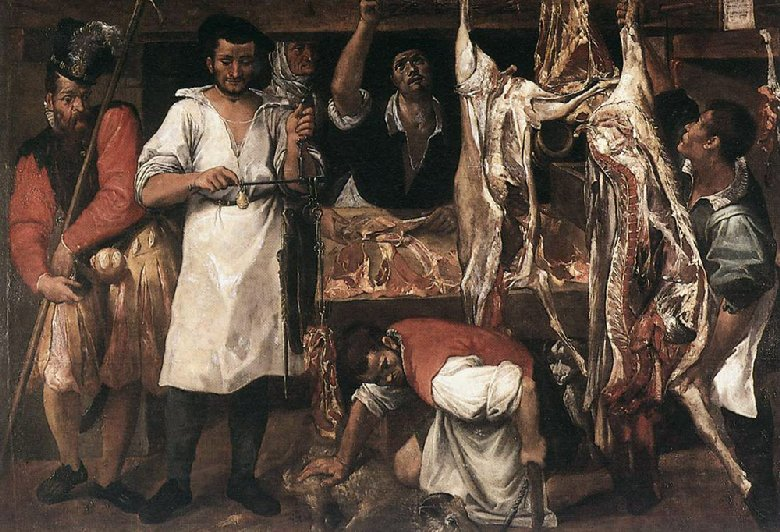
Carracci: De slagerswinkel, 1580

## Ontvangst en waardering
De realistische en alledaagse weergave van een gecanoniseerd tafereel zorgde na de eerste expositie van het werk, in 1850 bij de Royal Academy of Arts, voor veel ophef. Het werd godslasterlijk en genoemd en een gebrek aan eerbied verweten. Schrijver Charles Dickens zag de Maria-figuur zelfs als een dronken vrouw die "in haar lelijkheid afschrikwekkend is". Jezus beschreef hij als "een jongen met een scheve speknek".
Niettegenstaande de vijandige ontvangst groeide het schilderij later uit tot een van de bekendste en belangrijkste werken uit Millais oeuvre en daarmee van de totale prerafaëlitische kunst.